# Otto Pfister
Otto Pfister (ur. 24 listopada 1937 w Kolonii) – niemiecki piłkarz grający na pozycji napastnika, trener piłkarski. Prowadził między innymi reprezentację Togo na Mistrzostwach Świata w Niemczech w 2006 roku.

## Kariera piłkarska

### Kariera klubowa
Jako piłkarz Pfister nie zrobił wielkiej kariery piłkarskiej. Grał w drużynach z niższych lig Niemiec, z rodzinnej Kolonii, takich jak Viktoria Kolonia i VfL Kolonia 99. Potem przeniósł się do Szwajcarii do FC Chiasso, by roku zostać piłkarzem FC Grenchen. Wtedy to w latach 60. ukończył szkołę sportową w Magglingen z dyplomem trenera. Potem studiował także w Kolonii, gdzie także zrobił dyplom trenera wyższej klasy. Jego pierwszą pracą po otrzymaniu certyfikatu trenera była funkcja grającego trenera w FC Vaduz. Potem przez kolejnych 11 lat Pfister łączył grę w piłkę z trenerką w innych klubach niższych lig Szwajcarii.

## Kariera trenerska
Jeszcze będąc piłkarzem w latach 60. rozpoczął pracę trenerską. W 1972 roku Pfister wyjechał do Afryki najpierw objął reprezentację Rwandy. Potem prowadził reprezentację Górnej Wolty i reprezentację Senegalu. Pierwsze sukcesy odniósł jednak z Wybrzeżem Kości Słoniowej, z którym to zdobył Młodzieżowe Mistrzostwo Afryki w 1983 roku w kategorii Under-19. Potem pracował w reprezentacji Zairu, a kolejne sukcesy odniósł z Ghaną. W 1991 we Włoszech zdobył z młodzieżową reprezentacją tego kraju mistrzostwo świata w kategorii U-17 (m.in. z Samuelem Kuffourem w składzie). W 1992 wywalczył wicemistrzostwo Afryki, a Ghana przegrała wówczas w rzutach karnych 10:11 z zespołem Wybrzeża Kości Słoniowej. Podporami Ghańczyków byli wówczas tacy piłkarze jak Anthony Yeboah, Anthony Baffoe i Abedi Pele. Otrzymał wtedy nagrodę dla Najlepszego Trenera Afryki roku 1992.
Oprócz Ghany prowadził także dwie inne drużyny w Pucharze Narodów Afryki – Górną Woltę w 1978 roku w Ghanie oraz Zair w 1988 w Maroku. W 1997 roku zmienił kontynent na Azję. Przejął reprezentację Arabii Saudyjskiej i w tym samym roku poprowadził ją w Pucharze Konfederacji. Po 2 meczach zrezygnował jednak i przejął kadrę olimpijską. Jego następca Carlos Alberto Parreira zdołał awansować z Saudyjczykami na Mistrzostwa Świata we Francji w 1998, a po nich zrezygnował i Pfister ponownie został szefem kadry.
Od 1999 roku Otto zaczął prowadzić drużyny klubowe w krajach arabskich. W latach 1999–2002 prowadził Zamalek SC z Egiptu i zdobył z nim Puchar Zdobywców Pucharów Afryki w 2000 roku, mistrzostwo Egiptu i Superpuchar w 2001 i Puchar Ligi Egipskiej w 2002.
Potem Pfister trenował CS Sfaxien z Tunezji zdobywając z tym klubem Puchar Ligi Tunezyjskiej w 2003 roku. Kolejny przystanek to libański klub Nejmeh SC z Bejrutu, z którym wywalczył mistrzostwo Arabskiej Champions League, mistrzostwo Libanu, Superpuchar i Puchar Ligi Libańskiej. W październiku 2005 został trenerem kolejnego egipskiego klubu, tym razem El-Masry z Port Saidu.
18 lutego 2006 roku Pfister został mianowany selekcjonerem reprezentacji Togo po tym, jak zwolniono z tej funkcji Nigeryjczyka Stephena Keshi, pomimo tego że awansował z drużyną do Mistrzostw Świata w Niemczech. Tuż przed pierwszym meczem na mistrzostwach Pfister zrezygnował z funkcji trenera po tym, jak piłkarze z Togo zaczęli strajkować z powodu nieotrzymanych premii. Jednak po 3 dniach został przywrócony na to stanowisko. Na mistrzostwach Togo przegrało jednak wszystkie swoje mecze grupowe – 1:2 z Koreą Południową, 0:2 ze Szwajcarią i 0:2 z Francją.
W latach 2006–2007 był trenerem sudańskiego klubu o nazwie Al-Merreikh. W 2007 roku został selekcjonerem reprezentacji Kamerunu. W maju 2009 ogłosił, że rezygnuje z prowadzenia reprezentacji Kamerunu.
6 kwietnia 2011 został selekcjonerem reprezentacji Trynidadu i Tobago. Tę funkcję pełnił do 2012 roku. Od 2013 roku jest ponownie selekcjonerem sudańskiego klubu Al-Merreikh Omdurman.

## Sukcesy
- Występ w MŚ: 2006 z reprezentacją Togo
- Młodzieżowe Mistrzostwo Świata Under-17: 1991 z reprezentacją Ghany
- Występ w Pucharze Konfederacji: 1997 z Reprezentacją Arabii Saudyjskiej
- Puchar Narodów Afryki: drugie miejsce: 1992 z reprezentacją Ghany, występy: 1978 z reprezentacją Górnej Wolty, 1988 z reprezentacją Senegalu
- Młodzieżowe Mistrzostwo Afryki Under-19: 1983 z reprezentacją Wybrzeża Kości Słoniowej
- z Zamalek: Puchar Zdobywców Pucharów Afryki, mistrzostwo Egiptu, Puchar Ligi Egipskiej, Superpuchar Egiptu
- z CS Sfaxien: Puchar Ligi Tunezyjskiej
- z Nejmeh SC: występ w Arabskiej Champions League, mistrzostwo Libanu, Puchar Ligi Libańskiej, Superpuchar Libanu